# Рудолф Витлачил
Рудолф Витлачил (чеш. Rudolf Vytlačil; Швехат, 9. фебруар 1912 — Швехат, 1. јун 1977) био је чехословачки фудбалер и тренер. Сматра се за најуспјешнијег тренера Чехословачке.

## Каријера
Рођен је у Швехату на периферији Беча. Каријеру је започео у локалном тиму ФК Феникс Швехат. Касније је играо за ФК Слован Беч, ФК Рапид Беч и ФК Флоридсдорф у аустријском првенству и за ФК Славија Праг у чехословачком првенству. У Славији је играо на позицији лијевог крила и убрзо је постао легенда овог клуба и прихватио је држављанство Чехословачке. Играо је финале Митропа куп 1938. када је Славија први посљедњи пут освојила овај трофеј. Играчка каријера му је кратко трајала јер је због повреда морао на операцију менискуса на обе ноге. 
Након Другог свјетског рата почиње да ради као тренер. Прво је тренирао ФК Метеор Чешке Буђовице (1946 - 1947), затим одлази у Пољску гдје кратко тренира SK Radomierz (1947). По повратку у Чехословачку тренирао је Теплице 1949/50, Бањик Остраву, ФК Крила домовине Оломоуц, АЗНП Млада Болеслав, ФК Спартак Готвалд и ФК Спартак Радотин. Након што је водио репрезентацију Чешке 1964. одлази у Бугарску гдје тренира ФК Левски Софија. Са овим клубом освојио је два бугарска првенства 1965. и 1970, и један куп Бугарске 1970. Након боравка у Бугарској враћа се у Беч гдје постаје тренер ФК Рапид Беч са којим је два пута освојио првенство Аустрије. Са овим клубом је стигао и до четвртфинала Купа европских шампиона. По повратку у Праг и даље је радио као тренер у фудбалском савезу Чешке.
У прољеће 1957. постаје један од тренера у репрезентацији Чехословачке, а након Свјетског првенства у фудбалу 1958. преузима вођство националног тима. Учествовао је на два светска првенства. Са репрезентацијом Чехословачке на Свјетском првенству 1962. освојио је сребрену медаљу. Четири године касније, на Свјетском првенству 1966. водио је репрезентацију Бугарске. Са репрезентацијом Чехословачке освојио је бронзану медаљу на Европском првенству у фудбалу 1960. и сребрену медаљу на Љетњим олимпијским играма 1964. у Токију. 

## Статистика каријере

### Клупска
| Клуб            | Сезона  | Лига     | Лига   | Куп      | Куп    | Митропа куп | Митропа куп | Остало   | Остало | Укупно   | Укупно |
| Клуб            | Сезона  | Одиграно | Голова | Одиграно | Голова | Одиграно    | Голова      | Одиграно | Голова | Одиграно | Голова |
| --------------- | ------- | -------- | ------ | -------- | ------ | ----------- | ----------- | -------- | ------ | -------- | ------ |
| ФК Слован Беч   | 1930/31 | 9        | 2      | 9        | 5      | 0           | 0           | 0        | 0      | 18       | 7      |
| ФК Слован Беч   | 1931/32 | 21       | 5      | 4        | 2      | 0           | 0           | 0        | 0      | 25       | 7      |
| ФК Слован Беч   | Укупно  | 30       | 7      | 13       | 7      | 0           | 0           | 0        | 0      | 43       | 14     |
| ФК Рапид Беч    | 1932/33 | 15       | 5      | 0        | 0      | 0           | 0           | 0        | 0      | 15       | 5      |
| ФК Рапид Беч    | 1933/34 | 5        | 1      | 0        | 0      | 0           | 0           | 0        | 0      | 5        | 1      |
| ФК Рапид Беч    | Укупно  | 20       | 6      | 0        | 0      | 0           | 0           | 0        | 0      | 20       | 6      |
| Wiener AC       | 1933/34 | 7        | 1      | 0        | 0      | 0           | 0           | 1        | 0      | 8        | 1      |
| Wiener AC       | Укупно  | 7        | 1      | 0        | 0      | 0           | 0           | 1        | 0      | 8        | 1      |
| ФК Флоридсдорф  | 1934/35 | 11       | 3      | 1        | 1      | 0           | 0           | 0        | 0      | 12       | 4      |
| ФК Флоридсдорф  | Укупно  | 11       | 3      | 1        | 1      | 0           | 0           | 0        | 0      | 12       | 4      |
| ФК Славија Праг | 1934/35 | ?        | 2      | 1+       | ?      | 5           | 1           | 0        | 0      | ?        | 3+     |
| ФК Славија Праг | 1935/36 | ?        | 11     | ?        | ?      | 4           | 1           | 0        | 0      | ?        | 12+    |
| ФК Славија Праг | 1936/37 | ?        | 5      | ?        | ?      | 1           | 1           | 0        | 0      | ?        | 6+     |
| ФК Славија Праг | 1937/38 | ?        | 4      | ?        | ?      | 8           | 5           | 0        | 0      | ?        | 9+     |
| ФК Славија Праг | 1938/39 | 21       | 8      | ?        | ?      | 2           | 0           | 0        | 0      | 23+      | 8+     |
| ФК Славија Праг | 1939/40 | ?        | 2      | ?        | ?      | 0           | 0           | 0        | 0      | ?        | 2+     |
| ФК Славија Праг | 1940/41 | ?        | 2      | ?        | ?      | -           | -           | 0        | 0      | ?        | 2+     |
| ФК Славија Праг | 1941/42 | ?        | 3      | ?        | ?      | -           | -           | 0        | 0      | ?        | 3+     |
| ФК Славија Праг | 1942/43 | ?        | 2      | ?        | ?      | -           | -           | 0        | 0      | ?        | 2+     |
| ФК Славија Праг | 1943/44 | ?        | 1      | 1+       | 1+     | -           | -           | 0        | 0      | ?        | 2+     |
| ФК Славија Праг | Укупно  | ?        | 40     | 2+       | 1+     | 20          | 8           | 0        | 0      | ?        | 49+    |
| Укупно          | Укупно  | ?        | 57     | 16+      | 9+     | 20          | 8           | 1        | 0      | ?        | 74+    |